# Europlanétarium Genk
 (octobre 2006).
 (juillet 2020).
Si vous disposez d'ouvrages ou d'articles de référence ou si vous connaissez des sites web de qualité traitant du thème abordé ici, merci de compléter l'article en donnant les références utiles à sa vérifiabilité et en les liant à la section « Notes et références ».
Le Cosmodrome, ou L'Europlanétarium Genk, est un observatoire astronomique et un planétarium à Genk en Belgique.

## Historique
Lode Vanhoutte de Genk commençait les Jeunes Scientifiques pour Genk à l’exemple du débarquement sur la Lune. Ils faisaient du travail scientifique populaire. Beaucoup des sujets étaient traités, mais l’astronomie prouvait d’être le plus intéressant et ils trouvaient une base à l’Association pour l'astronomie (APA). Les observatoires astronomiques de Grimbergen et Hove connaissaient déjà un fonctionnement de plusieurs années à ce moment. L’APA et surtout Armand Pien (ancien Monsieur Météo) suggéraient de développer un observatoire astronomique complet  dans chaque province flamande et on a pensé à Genk pour le Limbourg. D’abord il y aurait un petit observatoire astronomique avec seulement un rez-de-chaussée, mais les plans étaient toujours plus grands.

### Plans concrets
En 1977, on a commencé avec la promotion du observatoire astronomique. Alors l’idée d’un petit observatoire était transformé d’un projet de grande envergure avec un aspect professionnel. En 1979 on a commencé avec un cours d’astronomie générale pour des novices, tandis qu’un petit groupe de membres s’occupait du côté des affaires de la fondation. 
Les nouveaux plans de l’observatoire astronomique à construire contenaient un bâtiment coupole et une place d’exposition. Le propre espace coupole et télescope se trouveraient cinq mètres en haut du rez-de-chaussée. Cet espace est carré au contraire des observatoires astronomiques classiques. On a décidé de construire la coupole soi-même pour limiter les dépenses et  pour maintenir une bonne relation avec la commune.

### Ouverture
1983 serait l’année de finition. Hors de la coupole construit soi-même aussi une grande partie d’aménagement intérieur était effectuée par des membres actifs du observatoire astronomique. L’ouverture finale était en 1984.
Avec la mise en service officielle le 9 juillet 1988 de Géorama, le jardin géologique à Kattevennen, un chaînon de valeur à la chaîne des éléments attrayants était ajouté que fait cette « commune pittoresque » a un pôle d’attraction de Limbourg par excellence. Géorama est  vraiment un projet unique et instructif. Une image scientifique de 570 millions années d’histoire géologique sont reproduites dans une façon extrêmement agréable et ceci dans une manière qui peut fasciner et être au goût du spécialiste, l’étudiant ou des visiteurs fortuites.

### Planétarium
Vu les problèmes économiques précaires de la région minière et le besoin de développer une infrastructure touristique durable on pensait d’ajouter un planétarium annexe l’observatoire astronomique existant. L’agrandissement d’un planétarium à Genk offrait en effet la possibilité d’attirer des visiteurs de toute l’Eurégion et de donner au lieu de plaisance « Kattevennen » ce rayonnement qu’il poursuivait et méritait. Le caractère principal touristique du projet planétarium pour la région fait partie de la reconversion de la région minière de l’est. 
L’agrandissement d’un planétarium près d’un observatoire astronomique bien élaboré est une extension logique car un planétarium peut montrer le ciel étoilé par des circonstances idéales (dégagées), le jour comme la nuit. Les mouvements de plusieurs astres peuvent être accélérés pour montrer des concepts astronomiques.   
Il y avait 3 partenaires pour la construction: le CEE (50 %), le Commissariat Général pour Tourisme Flamand (40 %) et la municipalité de Genk (10 %). Le CEE acceptait ce projet déjà en 1987. Il y avait deux dossiers préparé pour l'instrument de planétarium et pour la construction. L’architecte Jos Hanssen faisait un avant-projet et plus tard un projet définitif pour un montant de 450 000 €.
Tous les projets ne pouvaient pas continuer parce que le montant s’élevait finalement à 600 000 €. L’étage supérieur n’a pas été placé et considéré comme une option pour l’avenir. L’espace secrétariat, l’auditoire et les toilettes supplémentaires n’étaient pas prévues non plus. On attendait que tout serait fini à la fin de 1990 et que le planétarium le plus moderne du Benelux pouvait ouvrir ses portes. À la fin de 1989 on a dépensé au moins 20 % du montant subventionné pour le projet planétarium. On a commencé avec la construction du planétarium. Il y avait décidé d’acquérir de l’Allemagne de l’Est le planétarium de taille moyenne SPACEMASTER et une coupole avec un diamètre de 12,5 m. 
La  construction et l’installation de l’instrument avaient clairement besoin de plus de temps qu’attendu de telle manière que pas 1990 mais 1991 serait l’année d’ouverture. L’installation de l’instrument était un fait en janvier 1991. Les coûts de finition ont été évalués à 125 000 € à cause des frais de construction qui s’accumulent toujours. 
On a commencé avec des spectacles d’essai pour des différents groupes, il n’y avait pas encore  de fauteuils. En décembre 1991 on a placé finalement les 90 fauteuils et on a complété la sonorisation. Aussi la finition d’extérieur était faite entre-temps. On a placé de la plantation et des briques cuites pour faire le planétarium accessible et attrayant. L’hôte Armand Pien pouvait déclarer le planétarium ouvert avec vers 200 invités le vendredi soir 20 décembre.
Jusqu’à mai 1992 il y avait continuellement des spectacles en direct car l’installation complète n’était toujours pas là. Sept moniteurs donnaient chaque fois un spectacle de planétarium avec des thèmes différents. Après la livraison de l’installation c’était l’intention d’étendre les projections automatisées mais avec la possibilité de faire encore des spectacles en direct. Les écoles appréciaient ça énormément car il y avait beaucoup de cosmologie dans le programme scolaire et elles allaient à l’Europlanétarium avec des questions et des tâches. 

### Extension
En 1993, on donne l’impulsion à une extension sérieuse des possibilités audiovisuelles du planétarium et aussi la construction d’un auditorium et des bureaux. Le Sentier des planètes qui réunit l’Europlanétarium avec le parc naturel avoisinant est réalisé en 1995.
Le laser est mis en service en 1998 avec le nouveau spectacle « Mars, retour à la planète rouge ». Comme attendu, les visiteurs sont impressionnés par les possibilités d’un tel laser. L’installation dure environ 5 mois.
L’observatoire astronomique de Limbourg est aussi un membre institutionnel du International Planetary Society.

## Avenir
Dès 2007, Kattevennen sera une porte d’entrée du plus grand parc naturel de la Flandre, « Hoge Kempen ». L’Europlanétarium occupera le premier plan ici. Il y aura un nouveau bâtiment polyvalent avec un nouveau centre d’accueil, un nouveau équipement de restauration, une salle de réunion, une place d’exposition additionnelle et une infrastructure d’accueil polyvalente magnifique. Le bâtiment sera aussi littéralement une vraiment porte, car ça sera en travers le chemin existant et les cyclistes ou promeneurs peuvent y aller par-dessous.